# Stemtoon
| Wetenschappelijke notatie | Helmholtznotatie | Octaafnaam    | Frequentie (Hz) |
| ------------------------- | ---------------- | ------------- | --------------- |
| A0                        | A''              | subcontra     | 27,5            |
| A1                        | A'               | contra        | 55              |
| A2                        | A                | groot         | 110             |
| A3                        | a                | klein         | 220             |
| A4                        | a'               | eengestreept  | 440             |
| A5                        | a''              | tweegestreept | 880             |
| A6                        | a'''             | driegestreept | 1760            |
| A7                        | a''''            | viergestreept | 3520            |
| A8                        | a'''''           | vijfgestreept | 7040            |

De stemtoon of normaaltoon, ook met kamertoon of diapason aangeduid, is in de muziektheorie de toon a' uit het eengestreept octaaf, met de wetenschappelijke benaming A4, waarvan internationaal de toonhoogte in mei 1939 in Londen vastgesteld is op een frequentie van 440 Hz. Dit gebeurde door een groep wetenschappers en musici uit Duitsland, Engeland, Frankrijk, Italië en Nederland. Zwitserland en de Verenigde Staten namen schriftelijk aan de bijeenkomst deel.
De stemtoon wordt gebruikt voor het onderling op elkaar afstemmen van muziekinstrumenten en is van groot belang voor de bouwers van deze instrumenten. De stemtoon is op eenvoudige wijze beschikbaar in de vorm van een stemvork die deze toon voortbrengt.

## Geschiedenis
De stemtoon lag niet altijd vast. Soms leest men ergens dat de stemtoon door de eeuwen heen steeds hoger is komen te liggen, maar dat is slechts de helft van het verhaal. Er waren orgels die een hogere stemtoon hadden, en later lager gestemd werden. Kerkorgels verschilden enorm van stemtoon. In de loop van de tijd is die variatie steeds kleiner geworden. Naarmate mensen steeds mobieler werden, ontstond ook de behoefte aan meer compatibiliteit van instrumenten. Als men bijvoorbeeld een trompet meenam van de ene kerk naar de andere, bemerkte men dat dat instrument met het ene orgel wel samenklonk, maar met een ander orgel niet. Met de introductie van de trein werd de behoefte tot standaardiseren nog eens groter en tegelijk werd ook de meetapparatuur steeds beter, waardoor de mogelijkheid ontstond om een werkbare afspraak te maken. Het is daarom niet verwonderlijk dat de standaard van 440 Hz pas rond 1940 is ingevoerd. Deze ontwikkeling is te vergelijken met het invoeren van een standaardtijd op de klok.
Overigens is de zogenaamde temperatuur van het stemmen weer een heel ander fenomeen, dat losstaat van de discussies die nog immer worden gevoerd over de hoogte van de stemtoon. 'Temperatuur' gaat over de onderlinge toonhoogteverhoudingen van de tonen binnen het octaaf. Sinds de Barok woedde hierover een hevige discussie.
Sinds 1885 is voor wetenschappelijke toepassing vastgelegd dat de A4 een frequentie van 440 Hz hoort te hebben (standaard van een specifieke klankbron bij 20 °C, zie onderstaande tabel). De meeste stemvorken worden dan ook op 440 Hz gemaakt.

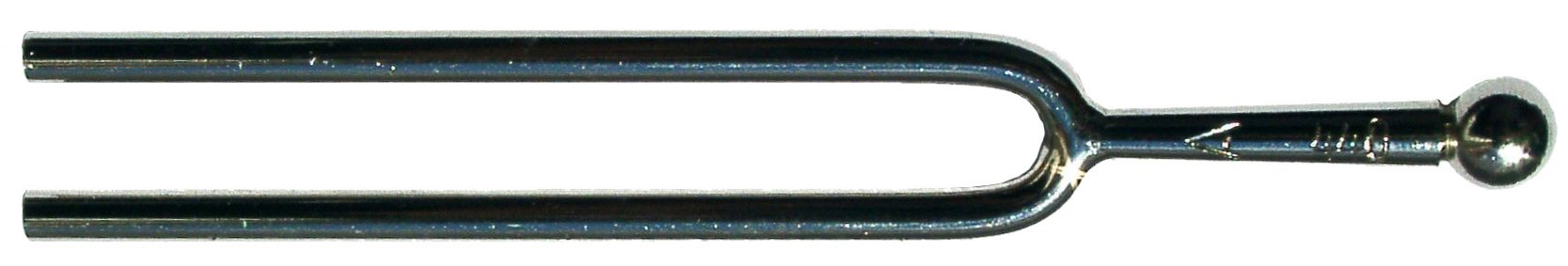
Stemvork (440 Hz)

Door de industriële revolutie en later de elektronische revolutie, is de standaardisering van de stemtoon verder ingeburgerd geraakt in de hele wereld. Elektronische keyboards zijn vanwege hun klankrijkdom en speelbaarheid overal populair geworden en daarmee is de stemtoon van 440 Hz in de meest uiteenlopende muzieksoorten de standaard geworden.
Door de eeuwen heen is de hoogte van de kamertoon aan veel verandering onderhevig geweest. Informeel kwam de Amerikaanse muziekindustrie tot een compromis van 440 Hz voor de bouw van muziekinstrumenten. Deze waarde werd in 1936 overgenomen door de American Standards Association. In 1955 werd op een internationaal congres in Londen de beslissing genomen om 440 Hz als standaard te gebruiken (en herbevestigd werd in 1975) door de Internationale Organisatie voor Standaardisatie, bekend als ISO 16.

### Overzicht van frequenties
| Jaar         | Land of plaats | Frequentie      | Opmerking |
| ------------ | -------------- | --------------- | --- |
| Tot ca. 1500 |                | 400-500 Hz      | Er lag nog niets vast |
| 1500-1670    |                | 466             | Een halve toon hoger dan 440 Hz |
| 1650         | Frankrijk      | 415             | Parijse orgeltoon (een halve toon lager dan 440 Hz) |
| 1760-1820    | -              | 440             | Stijging tot huidige stemtoon |
| 1820         | Duitsland      | 423             | - |
| 1820         | Oostenrijk     | 434             | |
| 1859         | Parijs         | 435 (bij 15 °C) | Als vastgesteld door internationale stemtooncommissie (komt overeen met 440 Hz bij circa 20 °C, wanneer blaasinstrumenten zoals het pijporgel lucht uit de omgeving inblazen) |
| 1850-1896    | Engeland       | 453             | Oude philharmonische stemming |
| 1880         | Duitsland      | 494             | |
| 1880         | Oostenrijk     | 447             | |
| 1885         | Wenen          | 435             | Neue Kammerton. Vastgesteld tijdens een internationale stemtoonconferentie door Rusland, Zweden, Italië en verschillende Duitse Staten.                                       |
| 1897-1939    | Engeland       | 439             | Nieuwe philharmonische stemming |
| 1939         | Engeland       | 440             | Amerikaanse standaardtoon (US standard pitch) |
| tot ca. 1950 | Nederland      | 451             | Oude harmoniestemming |
| na ca. 1950  |                | 440-445         | Veel moderne orkesten spelen momenteel boven 440 Hz en veel instrumenten worden speciaal daarop gebouwd.                                                                      |

## Stemtoonhoogtes
Voor het stemmen van instrumenten kunnen de volgende sinustonen gebruikt worden:
| 435 hertzⓘ | 436 hertzⓘ | 437 hertzⓘ | 438 hertzⓘ |
| 439 hertzⓘ | 440 hertzⓘ | 441 hertzⓘ | 442 hertzⓘ |
| 443 hertzⓘ | 444 hertzⓘ | 445 hertzⓘ | 446 hertzⓘ |

## Kamertoon
De aanduiding als kamertoon heeft betrekking op de prinselijke privékamers waarin vroeger muziek werd gemaakt. Tegenover de kamertoon stond de kerktoon, ook orgeltoon of koortoon
genoemd. De relatie tussen beide stemtonen was niet altijd duidelijk. Soms werden beide aan elkaar gelijkgesteld, in andere gevallen konden ze wel een hele toon van elkaar verschillen. Overigens bestonden ook nog de cornettoon en de operatoon. Rond 1880 is het onderscheid verdwenen.

## 432 Hz
In 1985 verscheen de eerste uitgave van Von Intervallen, Tonleitern, Tönen und dem Kammerton, later heruitgegeven bij de antroposofische uitgeverij Verlag am Goetheanum. Met de titel Intervals, Scales, Tones And the Concert Pitch c = 128 Hz is het boek in het Engels uitgegeven bij Temple Lodge Press (ook gespecialiseerd in uitwerkingen van het gedachtegoed van Rudolf Steiner). De auteur, de Duits-Amerikaanse violiste Maria Renold (1917-2003) opgegroeid in New York in antroposofische kringen, was geïnspireerd door uitspraken van de grondlegger van de antroposofie, Rudolf Steiner, over de perfecte concertstemming. Deze stemming zou c=128 Hz zijn, wat volgens Steiner weer gelijk zou staan aan ’Zon’.  A4 (de eerste A op een concertvleugel boven de centrale C) krijgt daarmee de (afgeronde) frequentie 432 Hz. Volgens Renold is dit een ideale frequentie, die ook zij in haar boek relateert aan diverse in het universum en in de natuur voorkomende getalwaarden.  Uit een door haar uitgevoerde experiment over een tijdspanne van twintig jaar en een totaal van ongeveer 2000 deelnemers (er is geen replicatieonderzoek bekend) zou verder blijken dat 90% van de luisteraars verschillende octaven uitgevoerd op twee monochords (oorspronkelijk één snaar gemonteerd op één klankkast) welke op a=432 Hz waren afgestemd verkiezen boven octaven met op 440 Hz afgestemde monochords. Hoe de luistersessies werden vormgegeven wordt in haar boek niet duidelijk gemaakt.
De Bulgaarse dirigent Ivan Yanakiev richtte het 432 Orchestra op met als doel de 432 Hz over de wereld te verspreiden.

## Trivia
- De toon van 440 Hz werd tot in de jaren 70 aangeboden door het telefoondistrict 's-Gravenhage. Door een bepaald nummer te kiezen, kreeg men gedurende enkele minuten de toon te horen. Ook van elders kon men dit nummer bellen, maar doordat er bij interlokale verbindingen gebruik wordt gemaakt van enkelzijbandmodulatie kon in dat geval niet gegarandeerd worden dat men de juiste toon te horen kreeg.